# Diogo do Couto
Diogo do Couto (ur. 1542, zm. 1616) – portugalski historyk, znany przede wszystkim jako autor, który dokończył dzieło João de Barrosa Décadas da Ásia (Dekady Azji). Był synem Gaspara do Couto i Isabeli de Serrã de Calvos. Studiował łacinę i retorykę w Colégio de Santo Antão. Odbywał dalekie podróże do Azji i Afryki. W szczególności zasługuje na uwagę jako kronikarz, który zapisał relację zakonnika Antonia da Magdalena, który zwiedził kompleks świątynny Angkor w Kambodży. Diogo do Couto przekazał, że miejsce to jest tak niezwykłe, że nie można opisać go piórem, ani porównać z żadnym innym pomnikiem na świecie. Diogo de Couto jest też autorem wzmianki o Luísie de Camõesie, którego nazywa swoim przyjacielem. Pisze, że odnalazł poetę bez grosza w Mozambiku i zapłacił za jego powrót do ojczyzny.